# مسکیتا د خارکه
مسکیتا د خارکه (به اسپانیایی: Mezquita de Jarque) یک شهرستان در اسپانیا است که در استان تروئل واقع شده‌است.

## خصوصیات
مسکیتا د خارکه ۳۱ کیلومترمربع مساحت و ۱۲۳ نفر جمعیت دارد.